# マンティコラ (バンド)
マンティコラ(Manticora)はデンマークのメロディックスピードメタルバンドである。
1996年にラーズ・F・ラーセンとクリスチャン・ラーセンによって結成された。

## メンバー
- ラーズ・F・ラーセン　Lars F. Larsen - (ボーカル)
- クリスチャン・ラーセン　Kristian Larsen -(ギター)
- マーティン・アレンダール　Martin Arendal - (ギター) 
  - ワザリング・ハイツのメンバーとしても活動している。
- カスペル・グラム　Kasper Gram - (ベース)
- マッズ・ウォルフ　Mads Volf - (ドラム)

## ディスコグラフィー

### アルバム
- 1999年　Roots of Eternity
- 2001年　Darkness With Tales to Tell
- 2002年　Hyperion
- 2004年　8 Deadly Sins
- 2006年　The Black Circus Part 1: Letters
- 2007年　The Black Circus Part 2: Disclosure
- 2010年　Safe

### デモ
- 1997年  Dead End Solution